# Contea di Calhoun (Carolina del Sud)
La contea di Calhoun (in inglese Calhoun County) è una contea dello Stato della Carolina del Sud, negli Stati Uniti. La popolazione al censimento del 2000 era di 15 185 abitanti. Il capoluogo di contea è St. Matthews.

## Geografia fisica
L'U.S. Census Bureau certifica che l'estensione della contea è di 1016 km², di cui 985 km² composti da terra e 31 km² composti di acqua.
La contea si trova nel centro dello Stato e si tratta di un territorio pianeggiante. Il fiume Congaree forma il confine nord-est. Più della metà della contea è ricoperto di boschi e pinete.

### Contee confinanti
- Contea di Richland - nord
- Contea di Sumter - nord-est
- Contea di Clarendon - est
- Contea di Orangeburg - sud
- Contea di Lexington - ovest

## Storia
L'area era abitata dai nativi Congaree quando fu colonizzata negli anni 30 del XVIII secolo. La contea di Calhoun fu istituita nel 1908 da parte dei territori delle contee di Orangeburg e Lexington. La contea deve il suo nome a John C. Calhoun, membro del Senato degli Stati Uniti.

## Comuni

### Towns
- Cameron
- St. Matthews (capoluogo)